# Teodeberto II
Teodeberto II (586-612) fue un rey franco de Austrasia.

## Biografía
A la muerte de su padre Childeberto II, se dividió el reino en dos partes. Teodeberto reinó en Austrasia bajo la influencia de su abuela Brunegilda. La otra parte, Borgoña, fue heredada por su hermano Teoderico II.
Estando bajo la influencia de los leudes (consejo de nobles), expulsó a su abuela de Austrasia. Esta se refugió en Borgoña, donde reinaba Teoderico II. 
Apoyado por su abuela, Teoderico II luchó contra Teodeberto al cual vence en la batalla de Toul, en el año 611. 
En el 612 siendo Teodeberto II aliado de los germanos, Teoderico II lo vuelve a vencer en la batalla de Tolbiac, lo hace tonsurar y lo interna en un monasterio junto con su hijo Meroveo, donde mueren ese mismo año probablemente asesinados por orden del propio Teoderico II, si bien otras fuentes responsabilizan del presunto crimen a Brunegilda.